# 崇義郡
崇义郡，中国南北朝时设置的郡。
南梁设置崇义郡，属北司州。治所在梁安县（今湖北省随州市西南）。大宝元年（550年）被西魏占领，改属唐州。北周废除崇义郡，梁安县改属遂安郡。